# ميخائيل غليسون
ميخائيل غليسون (بالإنجليزية: Michael Gleeson)‏ هو لاعب قذف أيرلندي، ولد في 1955 في ثورلز ‏ في جمهورية أيرلندا.